# Distrito de Lippe
El distrito de Lippe (en alemán: Kreis Lippe o Lipperland) es un distrito (Kreis) en la Región de Detmold al noroeste de Renania del Norte-Westfalia en Alemania. La capital del distrito es Detmold.  

## Geografía

### Ciudades y Localidades vecinas
El distrito de Lippe limita al norte con el Distrito de Herford y el Distrito de Minden-Lübbecke, al este con los distritos de Baja Sajonia, Schaumburg, Hameln-Pyrmont y Holzminden, al sur con el Distrito de Höxter y el Distrito de Paderborn así como al oeste con el Distrito de Gütersloh así como la ciudad de Bielefeld.

### Composición del distrito
El distrito de Lippe se compone de las siguientes diez ciudades y seis municipios: 
1. Augustdorf, Municipio (9.865)
2. Bad Salzuflen, Ciudad (54.709)
3. Barntrup, Ciudad (9.492)
4. Blomberg, Ciudad (17.059)
5. Detmold, Ciudad (73.517)
6. Dörentrup, Municipio (8.681)
7. Extertal, Municipio (12.869)
8. Horn-Bad Meinberg, Ciudad (18.561)
9. Kalletal, Municipio (15.490)
10. Lage, Ciudad (36.115)
11. Lemgo, Ciudad (42.166)
12. Leopoldshöhe, Municipio (16.199)
13. Lügde, Ciudad (11.164)
14. Oerlinghausen, Ciudad (17.357)
15. Schieder-Schwalenberg, Ciudad (9.360)
16. Schlangen, Municipio (9.138)

Fuente: Landesamt für Datenverarbeitung und Statistik NRW (31 de dic. de 2005)

## Economía
En ganadería y agricultura se emplea diferentes proporciones del suelo dependiendo del distrito, por ejemplo sólo un 2,8% en Augustdorf de la superficie catastral se emplea, frente al 81% en Leopoldshöhe, en debido en parte al Teutoburger Wald (Bosque de Teutoburgo).

## Cultura

### Gastronomía
Uno de los platos más conocidos y servidos en el Lippe es el Pickert. En el pasado fue conocido como un alimento para personas de origen humilde. El ingrediente principal son las patatas.